# طيران سيلك اير رحلة 185

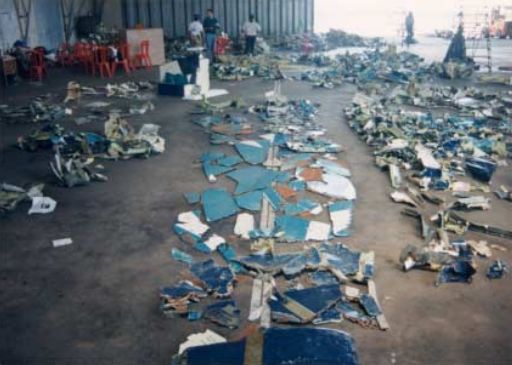
الأجسام الطائرة العرضية والحطام التي تم جمعها من نهر فلمبان

سيلك اير (بالإنجليزية: SilkAir Flight 185) شركة تخطيط الرحلات الركاب الحرير المصدر الهواء جاكرتا ، إندونيسيا ، ل سنغافورة في 19 ديسمبر، 1997 في نهر الفأر بالقرب فلمبان في جنوب سومطرة، اندونيسيا، تحطمت وعن 97 راكبا وسبعة من طاقم جوي في هذا الحادث قتل التوالي.

## التحقيق والنزاع في أسباب الحادث
تم التحقيق في هذه القضية من قبل منظمتين مستقلتين  وهناك خلاف كبير حول سبب الانهيار. اللجنة الوطنية الأندونيسية لسلامة النقل (NTSC) بقيادة أستاذ مساعد في الهندسة : أنه لم يتم تحديد السبب الدقيق للتحطم بسبب فقدان الأدلة. وشارك ممثلو مجلس سلامة النقل الوطني الأمريكي (NTSB) أيضًا في التحقيق، حيث تم تصنيع الطائرة من قبل شركة بوينغ في الولايات المتحدة. يستنتج جريج فيت، مسؤول سلامة النقل في الولايات المتحدة، من تفسير صندوق أسود : أن الحادث نتج عن التحكم المتعمد في الرحلة وعلى الأرجح من قبطان السفينة. بعد تحقيقات مستقلة وسرية أجرتها المحكمة العليا في مقاطعة لوس أنجلوس بشأن الحادث، دون النظر في استنتاجات NTSB ، تقرر العثور على السبب الجذري للتحطم في أحداث أخرى تشبه بوينج. العيب الذي تسبب سابقًا في حدوث أعطال مماثلة، تضمن وجود صمام محرك معيب في وحدة التحكم في الطاقة (PCU) والتي فشلت في ممارسة التحكم في دفة ويجب الإبلاغ عن ذلك بواسطة NTSB والشركة المصنعة للحالة. تم فحصه وأخيراً تم تأكيد صحة الجزء وتم الإعلان عن الخلل، ولكن إعادة الفحص من قبل باحثين مستقلين وفحص مجهر إلكتروني أدى إلى استنتاج مفاده أن الخلل في وحدة التحكم في الطاقة قد جعل الأمر صعبًا ولا يمكن السيطرة عليه (انتهى حدود القدرة التجريبية) الأوامر التي يتم التحكم فيها وهذا يمكن أن يتسبب في حدوث أعطال. توصل قائد وحدة تحكم المروحية والعائلات المتضررة في وقت لاحق إلى تسوية خارج المحكمة. سيلك اير رحلة 185 رابع أكبر عدد من القتلى على متن الخطوط الجوية الإندونيسية بعد الرحلة 152 في جارودا إندونيسيا، ورقم ,الرحلة 610 ليون أير ,طيران آسيا الرحلة 8501النص, ، ورقم الرحلة 091 لشركة ماندالا الجوية.

## الركاب والطاقم
أشار المؤتمر الصحفي لشركة SilkAir في 7 ديسمبر / كانون الأول إلى جنسية بعض الركاب وأعلن عن تفاصيل الطاقم والركاب في اليوم التالي.

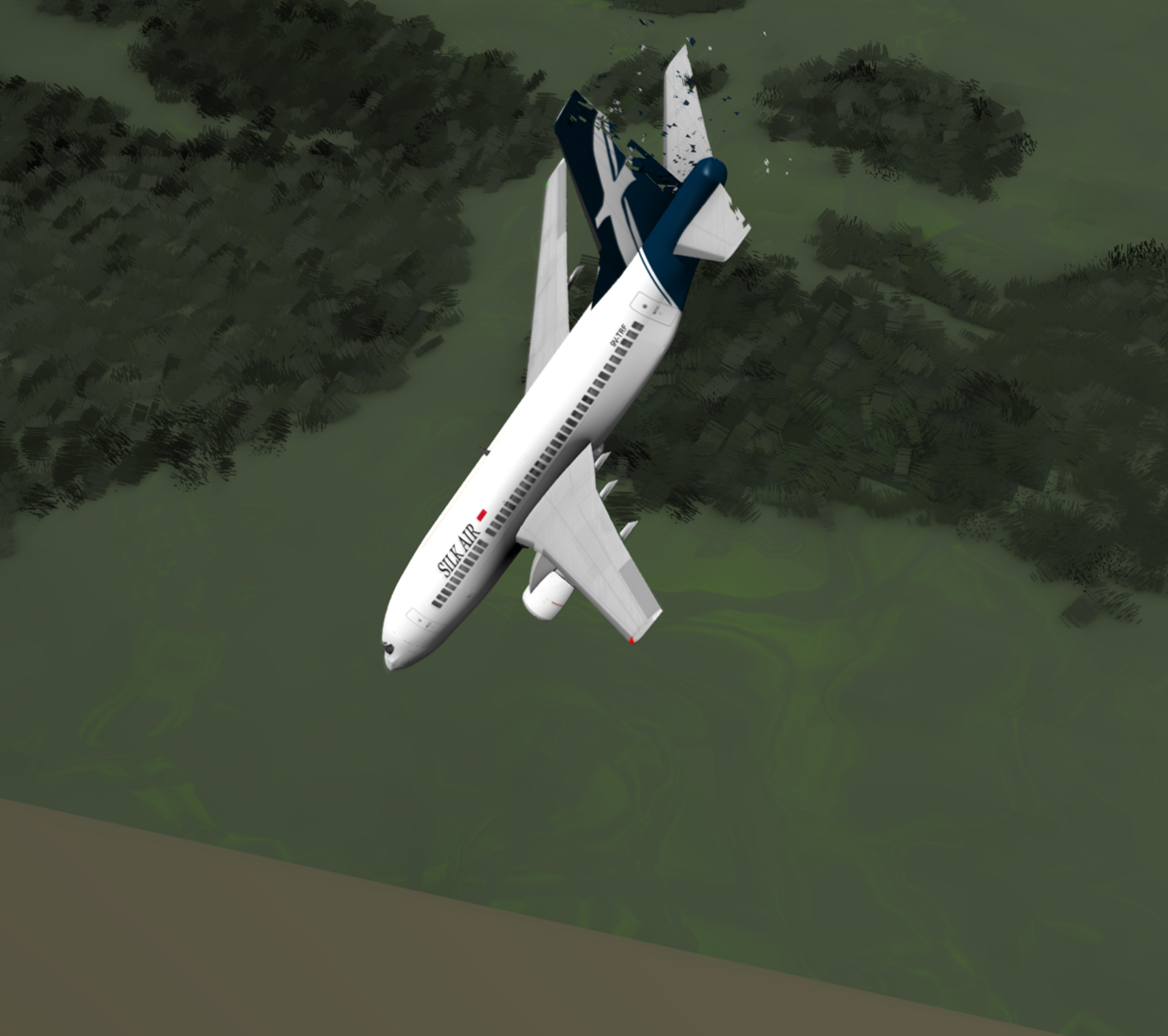
رسم توضيحي لتحطم الطيران ، طيران الحرير

| جنسية            | الركاب | طاقم | مجموع |
| ---------------- | ------ | ---- | ----- |
| سنغافورة         | 40     | 6    | 46    |
| إندونيسيا        | 23     | 0    | 23    |
| ماليزيا          | 10     | 0    | 10    |
| الولايات المتحدة | 5      | 0    | 5     |
| فرنسا            | 5      | 0    | 5     |
| ألمانيا          | 4      | 0    | 4     |
| المملكة المتحدة  | 3      | 0    | 3     |
| اليابان          | 2      | 0    | 2     |
| البوسنة والهرسك  | 1      | 0    | 1     |
| النمسا           | 1      | 0    | 1     |
| الهند            | 1      | 0    | 1     |
| تايوان           | 1      | 0    | 1     |
| أستراليا         | 1      | 0    | 1     |
| نيوزيلندا        | 0      | 1    | 1     |
| مجموع            | 97     | 7    | 104   |

## موارد
1. ↑  . 11 أغسطس 2015 https://www.asiaone.com/singapore/50-year-flashback-flight-185. اطلع عليه بتاريخ 2020-06-18. {{استشهاد ويب}}: |url= بحاجة لعنوان (مساعدة) والوسيط |title= غير موجود أو فارغ (من ويكي بيانات) (مساعدة)
2. ↑  "SilkAir Flight 185: Controversial Crash - AviationKnowledge". aviationknowledge.wikidot.com. مؤرشف من الأصل في 2018-12-29. اطلع عليه بتاريخ 2019-09-28.

- مشارکت‌کنندگان ویکی‌پدیا. «في ويكيبيديا الإنجليزية ، تم الاسترجاع 14 مارس 2015.

## الموارد الأخرى
- "印尼国家交通安全委员会调查结论：没有证据显示朱卫民　股票交易影响飞行表现." ليانه زاوباو . 15 كانون الأول / ديسمبر 2000.
- Pan، Junqin (潘君琴Pán Jūnqín ) و Lin Shunhua (í Lín Shùnhuá ). " 胜安空难诉讼案 副机师：朱卫民曾尝试以"令人怕"方式降陆." ليانه زاوباو . 7 أبريل 2001.

## الروابط الخارجية
- التقرير النهائي() - اللجنة الوطنية لسلامة النقل
- سيلك اير بيان صحفي (الأرشيف)
- النشرات الإخبارية لـ SilkAir بخصوص Flight 185 ( الأرشيف )